# Liu Lu
Liu Lu (chinesisch 刘璐, Pinyin Liú Lù; * 19. März 1977) ist eine ehemalige chinesische Badmintonspielerin. 

## Karriere
Liu Lu wurde 1994 Juniorenweltmeisterin im Damendoppel mit Yao Jie. Bei der Badminton-Weltmeisterschaft 1997 errang sie Bronze im Damendoppel mit Qiang Hong. Im Halbfinale des Doppels schieden sie beim World Badminton Grand Prix 1997 gegen Qin Yiyuan und Tang Yongshu mit 9:15 und 10:15 aus. Ebenfalls 1997 gewann sie mit Zhang Jun die Asienmeisterschaft im Mixed.

## Sportliche Erfolge
| Saison | Veranstaltung                     | Disziplin   | Platz | Name                    |
| ------ | --------------------------------- | ----------- | ----- | ----------------------- |
| 1994   | Junioren-Weltmeisterschaft        | Damendoppel | 1     | Yao Jie / Liu Lu        |
| 1996   | Scottish Open                     | Damendoppel | 1     | Liu Lu / Qiang Hong     |
| 1997   | Asienmeisterschaft                | Mixed       | 1     | Zhang Jun / Liu Lu      |
| 1997   | Swedish Open                      | Damendoppel | 1     | Qiang Hong / Liu Lu     |
| 1997   | Weltmeisterschaft                 | Damendoppel | 3     | Qiang Hong / Liu Lu     |
| 1997   | World Badminton Grand Prix        | Doppel      | 3     | Liu Lu / Qiang Hong     |
| 1998   | Weltmeisterschaften der Studenten | Mixed       | 1     | Liang Yongping / Liu Lu |
| 1998   | Hong Kong Open                    | Damendoppel | 2     | Qiang Hong / Liu Lu     |
| 2000   | Weltmeisterschaften der Studenten | Mixed       | 1     | Feng Xingqiao / Liu Lu  |
| 2000   | Weltmeisterschaften der Studenten | Damendoppel | 1     | Liu Lu / Wei Yili       |